# T1-Raum
In der Topologie und verwandten Gebieten der Mathematik sind T1-Räume spezielle topologische Räume, die gewisse angenehme Eigenschaften besitzen. Das {\displaystyle T_{1}}-Axiom ist ein Beispiel eines Trennungsaxioms.

## Definition
Sei {\displaystyle X} ein topologischer Raum. {\displaystyle X} heißt {\displaystyle T_{1}}-Raum, falls für zwei beliebige Punkte jeder eine Umgebung besitzt, in der der andere nicht liegt. Zur Abgrenzung: Bei einem T0-Raum muss nur einer der beiden Punkte eine solche Umgebung besitzen, bei einem T2-Raum müssen die beiden Umgebungen disjunkt gewählt werden können. Man sagt auch, dass ein {\displaystyle T_{1}}-Raum eine Fréchet-Topologie besitzt. Zu vermeiden ist in diesem Zusammenhang die Bezeichnung Fréchet-Raum, die ein Begriff aus der Funktionalanalysis ist.

## Eigenschaften
Sei {\displaystyle X} ein topologischer Raum. Folgende Aussagen sind äquivalent:
- {\displaystyle X} ist ein {\displaystyle T_{1}}-Raum.
- {\displaystyle X} ist ein Kolmogoroff-Raum und ein R0-Raum.
- Alle einpunktigen Mengen in {\displaystyle X} sind abgeschlossen.
- Jede endliche Menge ist abgeschlossen.
- Jede Menge mit endlichem Komplement ist offen.
- Jeder Elementarfilter zu einem beliebigen {\displaystyle x\in X} konvergiert nur gegen {\displaystyle x}.
- Für jede Teilmenge {\displaystyle S\subseteq X} gilt, dass ein Element {\displaystyle x} aus {\displaystyle X} genau dann ein Häufungspunkt von {\displaystyle S} ist, wenn jede offene Umgebung von {\displaystyle x} unendlich viele Elemente von {\displaystyle S} enthält.

In topologischen Räumen gelten immer folgende Implikationen
getrennt {\displaystyle \implies } topologisch unterscheidbar {\displaystyle \implies } disjunkt
Falls der erste Pfeil umgekehrt werden kann, handelt es sich um einen R0-Raum, genau in einem T0-Raum gilt dies auch für die zweite Implikation. Damit sieht man, dass ein topologischer Raum genau dann {\displaystyle T_{1}} erfüllt, wenn er sowohl ein {\displaystyle R_{0}}-Raum und ein {\displaystyle T_{0}}-Raum ist.

## Beispiele
Die Zariski-Topologie auf einer algebraischen Varietät (im klassischen Sinne) ist T1. Um das zu sehen, betrachten wir einen Punkt mit lokaler Koordinate {\displaystyle (c_{1},\ldots ,c_{n})}. Die dazugehörige einpunktige Menge ist die Nullstellenmenge der Polynome {\displaystyle X-c_{1},\ldots ,X-c_{n}}. Der Punkt ist somit abgeschlossen.
Für ein weiteres Beispiel betrachten wir die kofinite Topologie auf einer abzählbaren Menge, etwa der Menge der ganzen Zahlen {\displaystyle \mathbb {Z} }. Als offene Menge definieren wir genau die leere Menge und die Mengen mit endlichem Komplement. Sie haben also alle die Gestalt {\displaystyle O_{A}=\mathbb {Z} \setminus A} mit einer endlichen Menge A. Seien nun x und y zwei verschiedene Punkte. Die Menge {\displaystyle O_{\{y\}}} ist eine offene Menge, die x enthält und y nicht. Andererseits enthält {\displaystyle O_{\{x\}}} das Element y, aber x nicht. Somit handelt es sich tatsächlich um einen T1-Raum. Dies kann man aber auch aus der Tatsache folgern, dass einelementige Mengen abgeschlossen sind. Dieser Raum ist aber kein T2-Raum. Denn für zwei endliche Mengen A und B gilt {\displaystyle O_{A}\cap O_{B}=O_{A\cup B}}, was nie leer sein kann. Weiter ist die Menge der geraden Zahlen kompakt, aber nicht abgeschlossen, was in einem T2-Raum nie der Fall sein kann.
Allgemeiner gilt für jeden topologischen Raum, der das T1-Axiom erfüllt, dass seine Topologie bereits die kofinite Topologie umfasst. Die kofinite Topologie ist somit die gröbste T1-Topologie auf einer Menge.